# Mahnomen
Mahnomen [məˈnoʊmən] är administrativ huvudort i Mahnomen County i Minnesota. Mahnomen hade 1 214 invånare enligt 2010 års folkräkning.